# Sant'Antimo Sauvignon
Il Sant'Antimo Sauvignon è un vino DOC la cui produzione è consentita nella provincia di Siena.

## Caratteristiche organolettiche
- colore: giallo paglierino
- odore: delicato, caratteristico, intenso
- sapore: secco, armonico, lievemente acidulo

## Produzione
Provincia, stagione, volume in ettolitri
- nessun dato disponibile